# Curcumine
La curcumine ou diféruloyl-méthane est le pigment principal du curcuma (Curcuma longa), aussi appelé safran des Indes. C'est un pigment polyphénolique (curcumoïde) qui donne une couleur jaune (c'est le colorant alimentaire E100(i)).

## Chimie
La curcumine est un pigment soluble dans l’huile et l'éthanol. Elle est extrêmement stable à la chaleur et peut généralement être utilisée dans des produits présentant des degrés d’acidité divers. Elle est sensible à l’anhydride sulfureux à des niveaux supérieurs à 100 ppm et est peu stable lorsqu’elle est exposée à la lumière.

## Utilisations

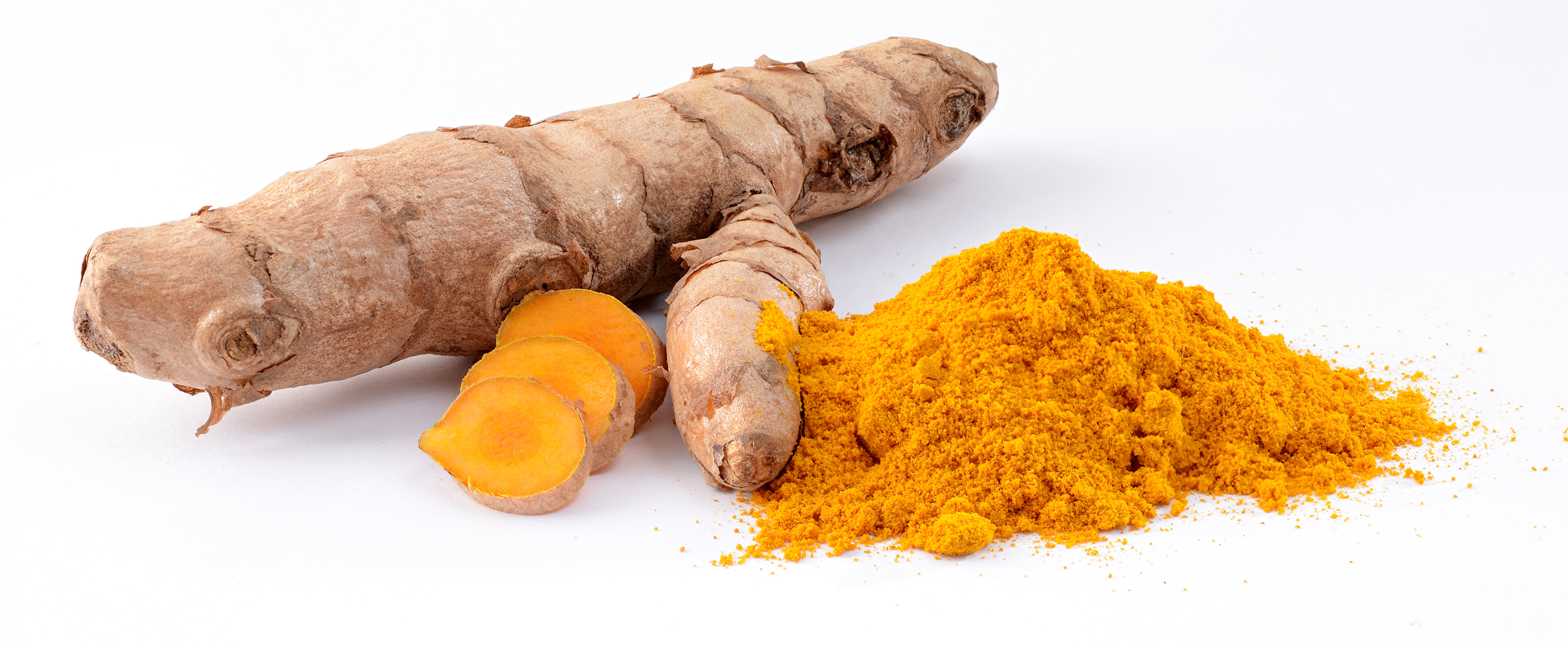
La curcumine, pigment du curcuma, est utilisée comme colorant. Ses vertus médicinales sont débattues.

### Colorant

#### Alimentaire
La curcumine est utilisée dans des applications diverses y compris en cuisine dans les crèmes glacées, les sorbets, les produits laitiers, les mélanges secs et certains types de produits de confiserie. Beaucoup moins chère, et surtout avec moins de goût que le safran, elle est utilisée comme colorant : c'est le colorant alimentaire E100 – plus précisément, E100(i), le E100(ii) correspondant au curcuma.

#### Cosmétique
En cosmétique et en pharmaceutique, la curcumine est parfois dénommée CI 75300.

#### Chimie analytique
La curcumine forme avec le bore en solution aqueuse un complexe de rosocyanine fortement coloré en rouge utilisé pour la détermination spectrophotométrique du bore.

### Médicinale
In vitro, la curcumine présente des propriétés d'interférence qui font que l'on peut se tromper lorsqu'on interprète les résultats,.
Certaines études, menées avec la curcumine ont suggéré qu’elle contribuerait à inhiber la prolifération cellulaire et l'angiogénèse à différentes étapes du développement de différents cancers. Elle possède aussi un fort pouvoir antioxydant, anti-inflammatoire et d'immuno-modulation,. Elle inhiberait la cyclo-oxygénase 2 ainsi que le facteur de transcription NF Kappa B impliqués dans les processus inflammatoires.  La curcumine étant complètement insoluble dans l'eau, elle n'est pas utilisable en infusion.
Cependant, bien que la curcumine ait été testée lors de nombreuses études, selon Monya Baker, elle ne présente aucune propriété médicale qui aurait été montrée. D'après une méta-analyse de 2017 portant sur 120 études, la curcumine n'a montré d'efficacité dans aucun essai clinique, amenant les auteurs à conclure que la curcumine est un composé instable, manquant de biodisponibilité, et que c'est par conséquent une piste qui ne mènera probablement nulle part.
Tous les essais[Lesquels ?] qui ont pu être réalisés sur l’homme avec de la curcumine ont montré que lorsqu'elle est utilisée seule, la curcumine est très rapidement éliminée par l'organisme. La pipérine (présente dans le poivre noir) est capable d'inhiber les voies d'élimination de la curcumine, et ainsi de multiplier sa biodisponibilité par un facteur 20,. Des extraits de curcuma hautement concentrés en curcumine sont donc parfois associés à de la pipérine de poivre pour améliorer la biodisponibilité de la curcumine et sont proposés comme complément alimentaire pour contribuer à la protection cellulaire générale ou dans les situations physiologiques de gênes articulaires.
Une combinaison de 3 g de curcumine et de pipérine équivaut à une consommation de 1 à 10 kg de curcuma par jour[réf. souhaitée] et augmente le taux sanguin de curcumine à un niveau qui endommage l'ADN de lignées cellulaires cancéreuses (HepG2) dans les essais in vitro, pouvant jouer un rôle dual à la fois positif (autodestruction des cellules cancéreuses) et négatif (carcinogène/oxydant) à ces très hautes doses,,.
Cependant, en 2012, les études sur la curcumine menées par le professeur Bharat Aggarwal (en), précédemment chercheur à MD Anderson Cancer Center, ont été jugées frauduleuses et retirées par l'éditeur.
Dans un essai clinique contre le cancer colorectal, la curcumine combiné au traitement standard (folinic acid/5-fluorouracil/oxaliplatin) a permis de multiplier la durée de vie médiane par 2,5.
La curcumine a été étudiée dans de nombreux problèmes de santé.

#### Radioprotection
Une étude de 2017 montre que les liposomes encapsulés de curcumine ont une activité radioprotectrice sur les cellules sanguines humaines.

## Toxicité
En 2004, le JECFA, comité d’experts travaillant sur les additifs alimentaires en lien avec l'OMS, attribue une dose journalière de curcumine admissible de 0 à 3 mg/kg de poids corporel par jour.
L’EFSA (Autorité européenne de sécurité des aliments) mentionne que « l'apport de curcumine provenant de l'alimentation normale serait à moins de 7% de la dose journalière admissible ».
L’ANSES a déterminé qu'en raison du risque d'hépatite la dose de curcumine apportée par les compléments alimentaires doit rester inférieure à 153 mg par jour pour un adulte de 60 kg.